# 蓬泰基奥波莱西内
蓬泰基奥波莱西内是意大利威尼托大区罗维戈省的一个镇，面积11.5平方公里，人口1,602人（2004年）。